# 泰國曆

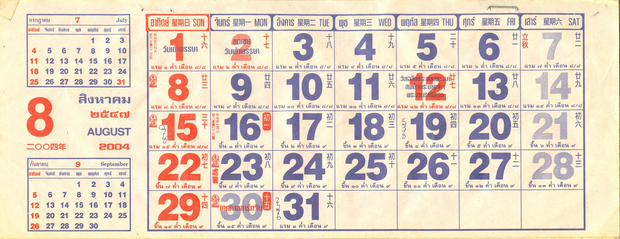
泰国历在2004年8月的例子

泰國曆，簡稱泰曆，共有兩個體系：一爲泰國陽曆，以格里历爲基礎，主要用於官方及日常生活用途；二爲泰國陰曆，主要用於傳統節日及佛教用途。
1888年泰国国王朱拉隆功改革历法，亦稱泰國小曆或朱拉曆，采用格里历，但以曼谷建城，即公元1782年为纪元，以建城日4月6日为每年开始。1912年瓦栖拉兀将纪元改佛滅（釋迦牟尼涅槃），即公元前543年。泰國從此停止使用朱拉曆，並且廢止拉達那哥欣王國紀元。1941年正式采纳格里历，以公元1月1日为开始，但佛滅紀元仍延续，所以2025年为泰國佛曆2568年。
泰國陰曆一年有12或13個月，每年有15個盈月，14或15個虧月，故一年可能有354日，355日或384日。年份通常亦採取中國生肖。
與世界其他地區相同，泰國陰曆採用一週七日。泰國陽曆是泰國國內的主要曆法，但政府文件依然使用佛滅紀元，而公元則常見與私人用途。泰國陰曆則用於計算佛教節日、傳統慶典及占星用途，並且陰曆日期依然用於出生證登記，同時多數日報都會提供陰曆日期。

## 泰國常見日曆
- 數字標紅代表當日爲週日及法定假日；
- 佛像標誌意爲當日爲布薩日 (泰語： Wan Phra)；
- 漢字部分表示中國農曆；
- 下方的泰文部分表示泰國陰曆日期。

## 生日
泰國的出生證包含日、月份、時間，之後爲星期天數，陰曆日期以及年份生肖。泰國傳統上年齡採用12年一輪（與中國傳統類似），並且第12歲（第一輪）及第60歲（第五輪）有重要含義。但官方使用正式的年齡制度。

## 星期
泰語中的星期名稱來自古印度占星術中的九曜概念：太陽、月亮及五個古典行星。
| 星期   | 泰語名稱 | 拉丁轉寫            | 顏色   | 對於梵語   | 行星 |
| ------ | -------- | ------------------- | ------ | ---------- | ---- |
| 星期日 | วันอาทิตย์  | wan aathít          | 紅色   | Aditya     | 太陽 |
| 星期一 | วันจันทร์   | wan chan            | 黃色   | Chandra    | 月亮 |
| 星期二 | วันอังคาร  | wan angkhaan        | 粉紅色 | Angaraka   | 火星 |
| 星期三 | วันพุธ     | wan phút            | 綠色   | Budha      | 水星 |
| 星期四 | วันพฤหัสบดี | wan phrɯ́hàtsàbɔɔdii | 橙色   | Brihaspati | 木星 |
| 星期五 | วันศุกร์    | wan sùk             | 藍色   | Shukra     | 金星 |
| 星期六 | วันเสาร์   | wan sǎo             | 紫色   | Shani      | 土星 |

注意：泰國傳統中每個星期都有專屬的幸運顏色，當中星期三有兩種幸運顏色：日間爲綠色，而晚間則爲淺綠色。
每個星期亦有對應的佛陀形象，對應佛陀的其中一個人生經歷。當中星期三同樣有兩個完全不一樣的佛陀形象（同樣分日間和夜間）。

以下爲各行星的天神：

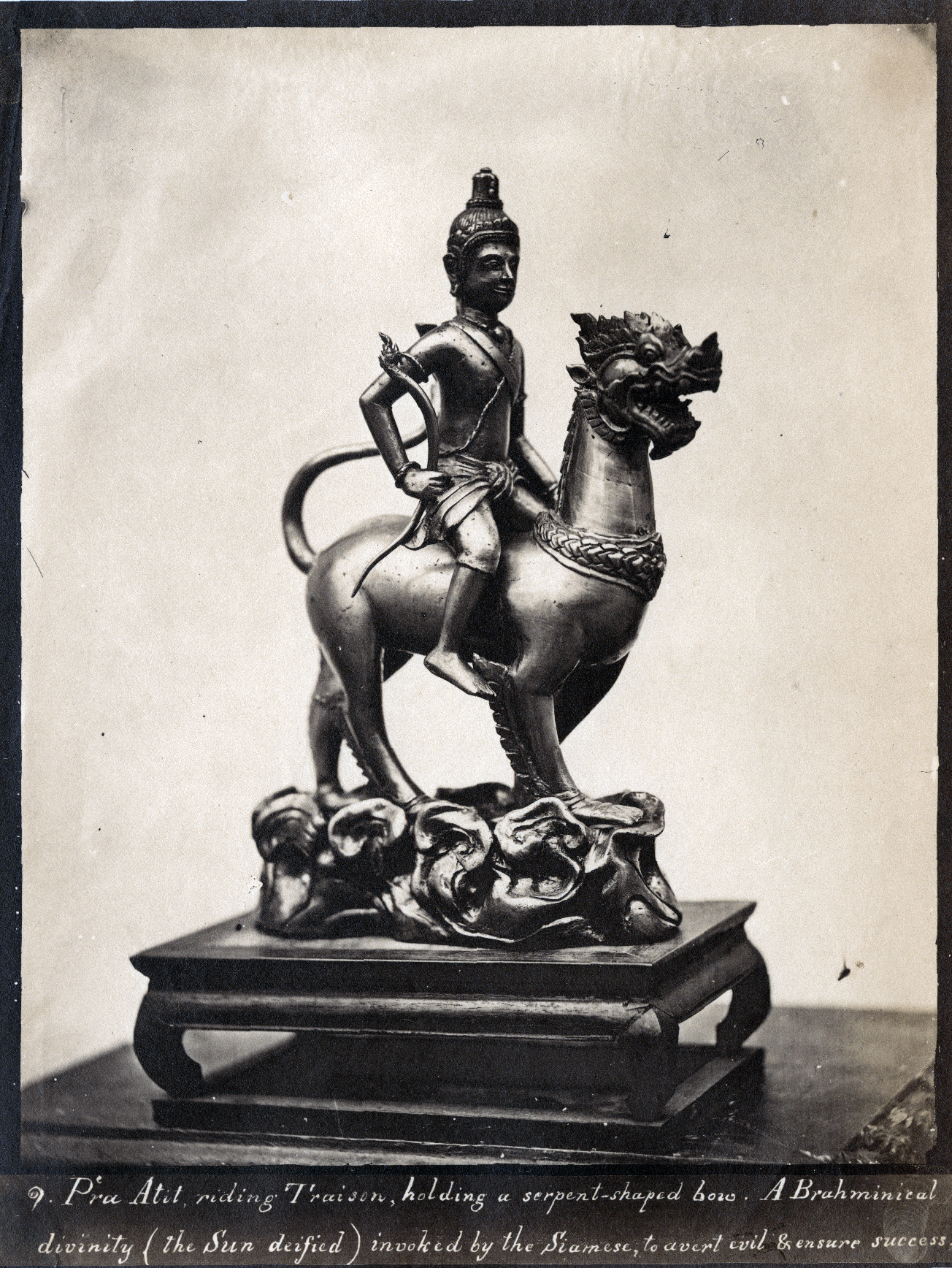
太陽
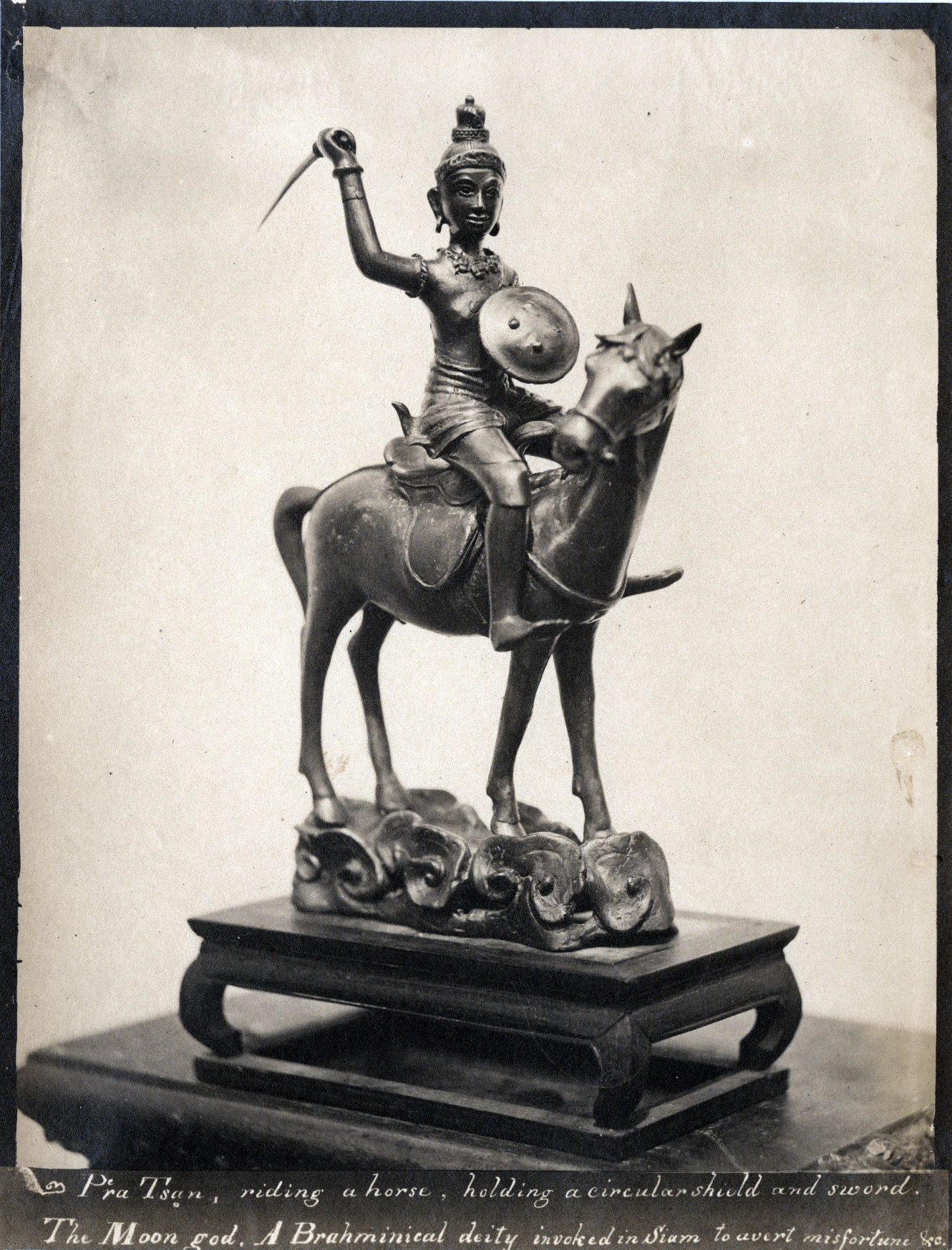
月亮
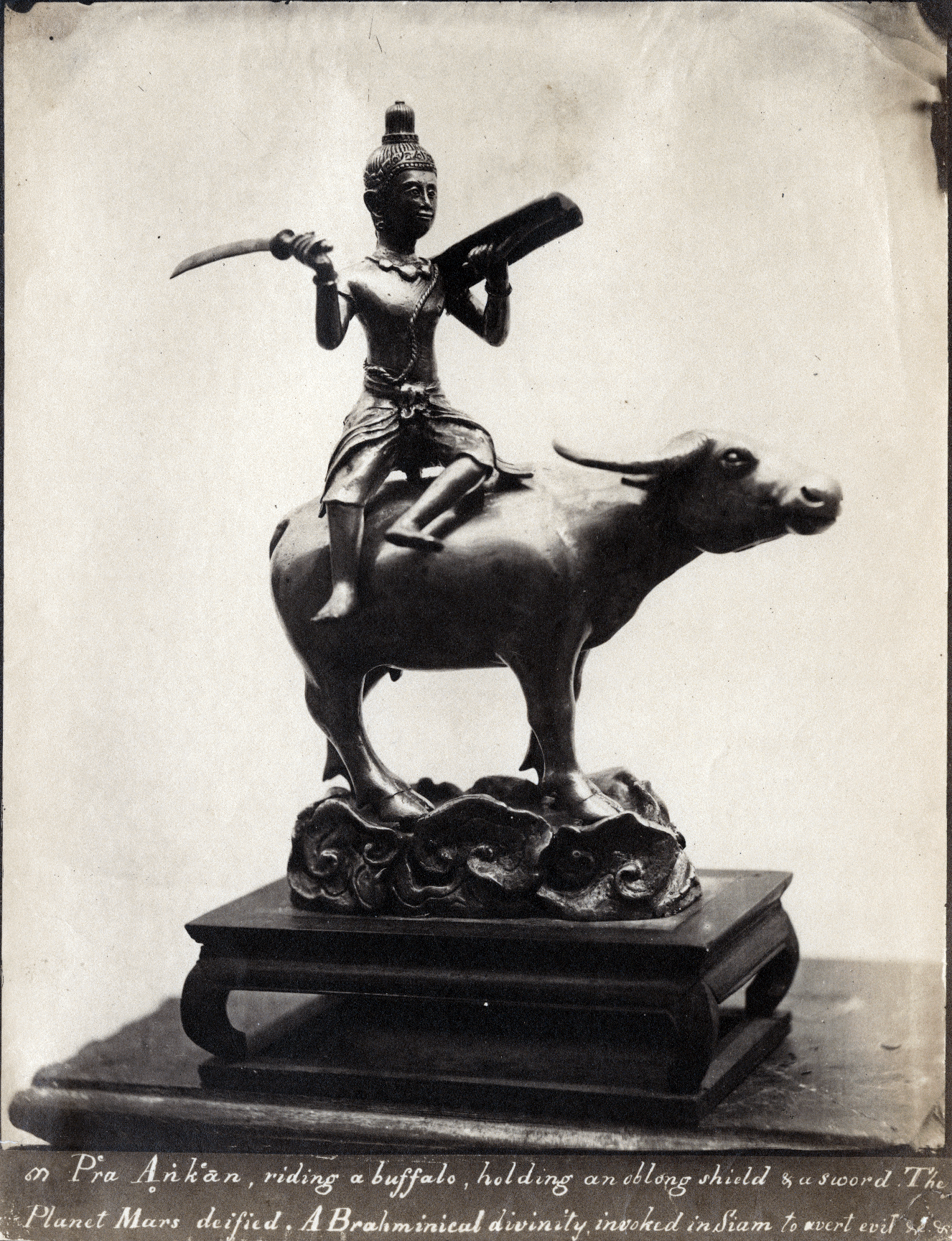
火星
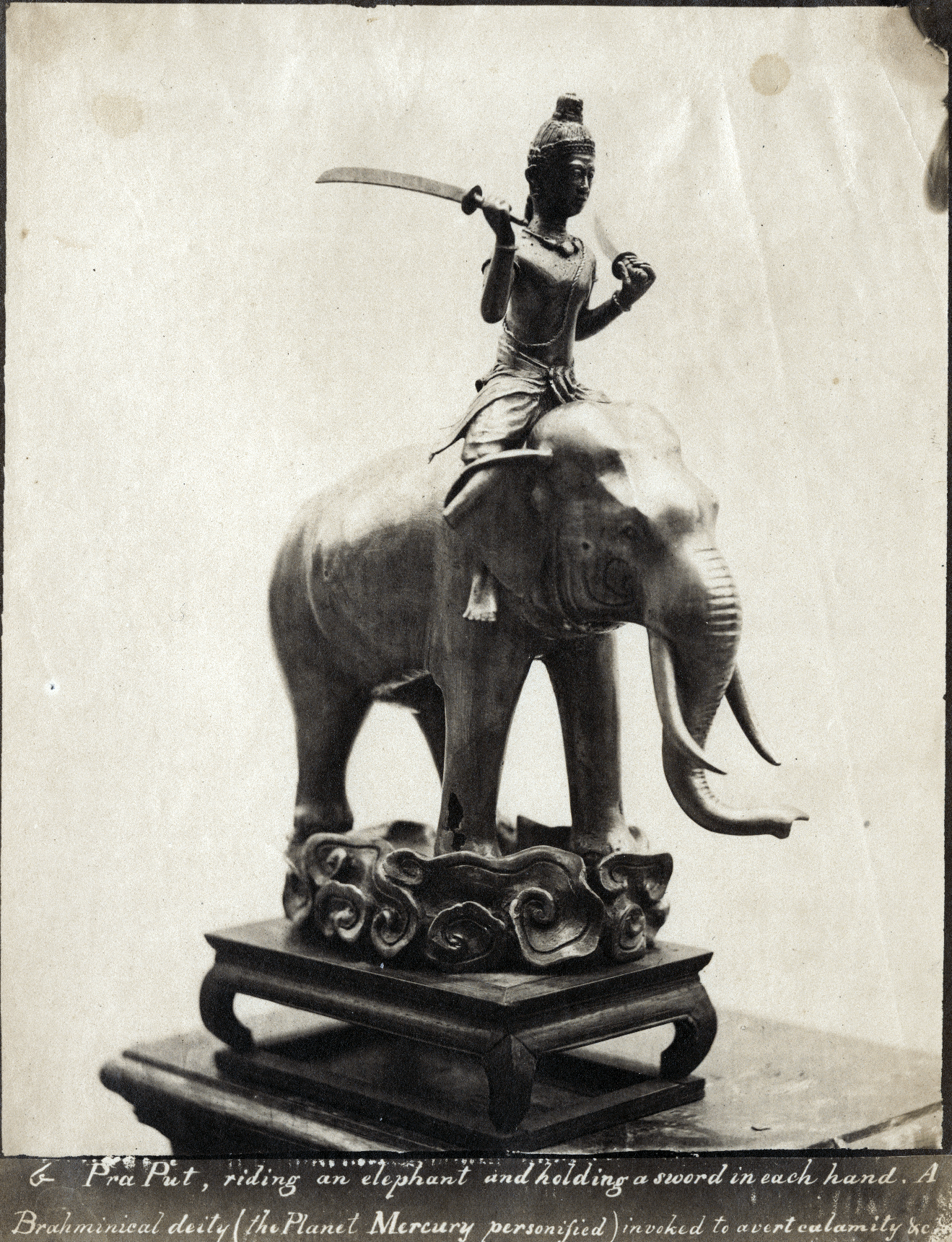
水星
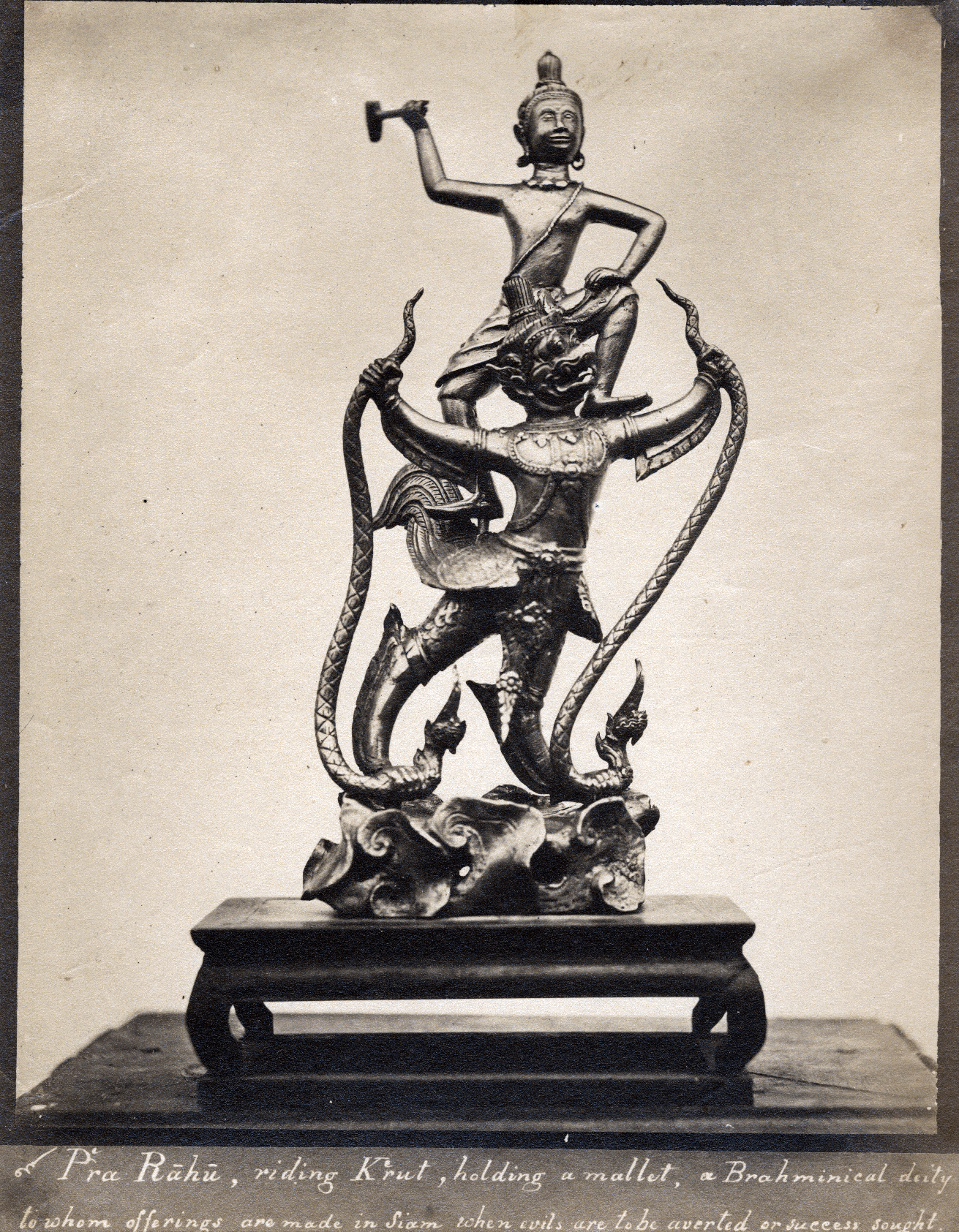
羅睺
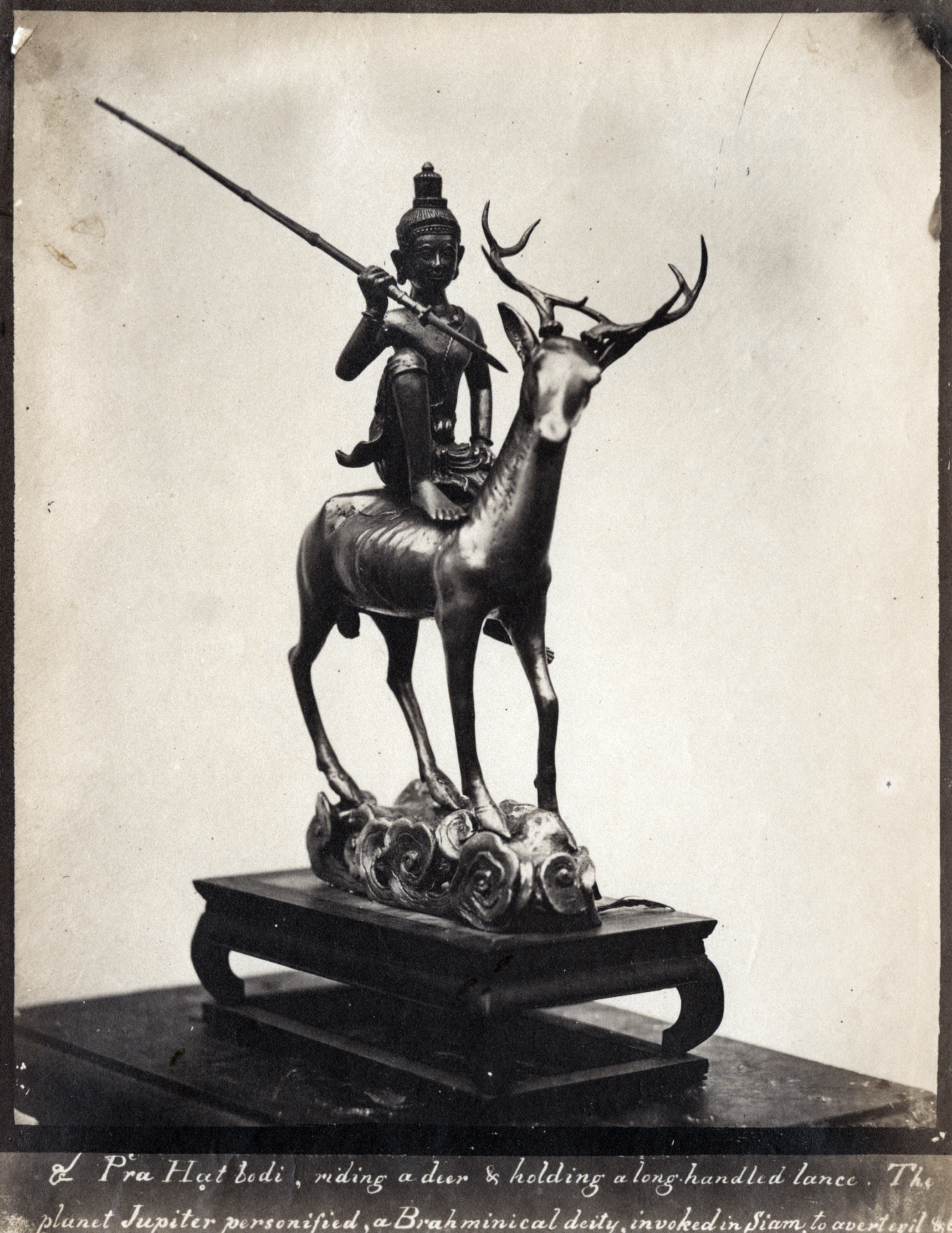
木星
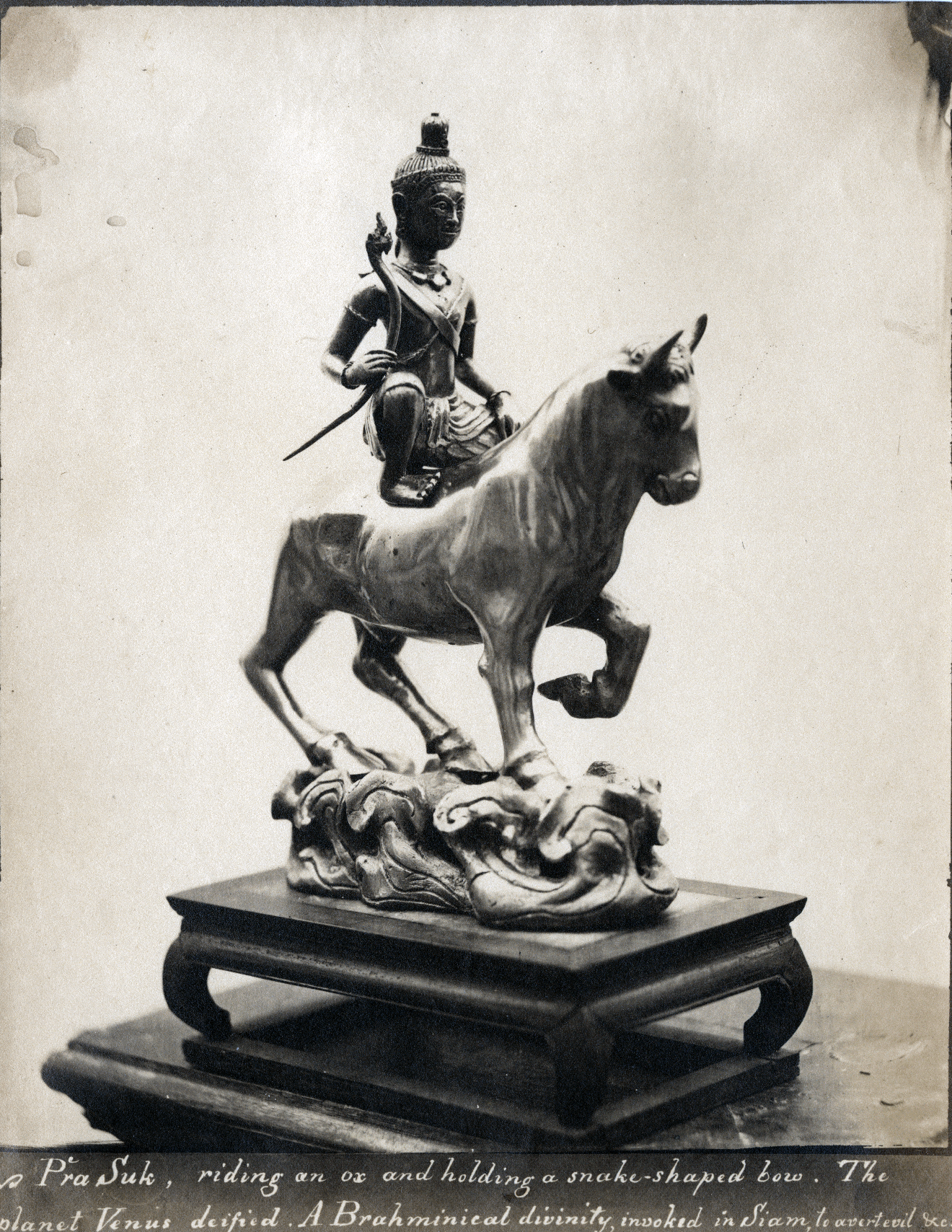
金星
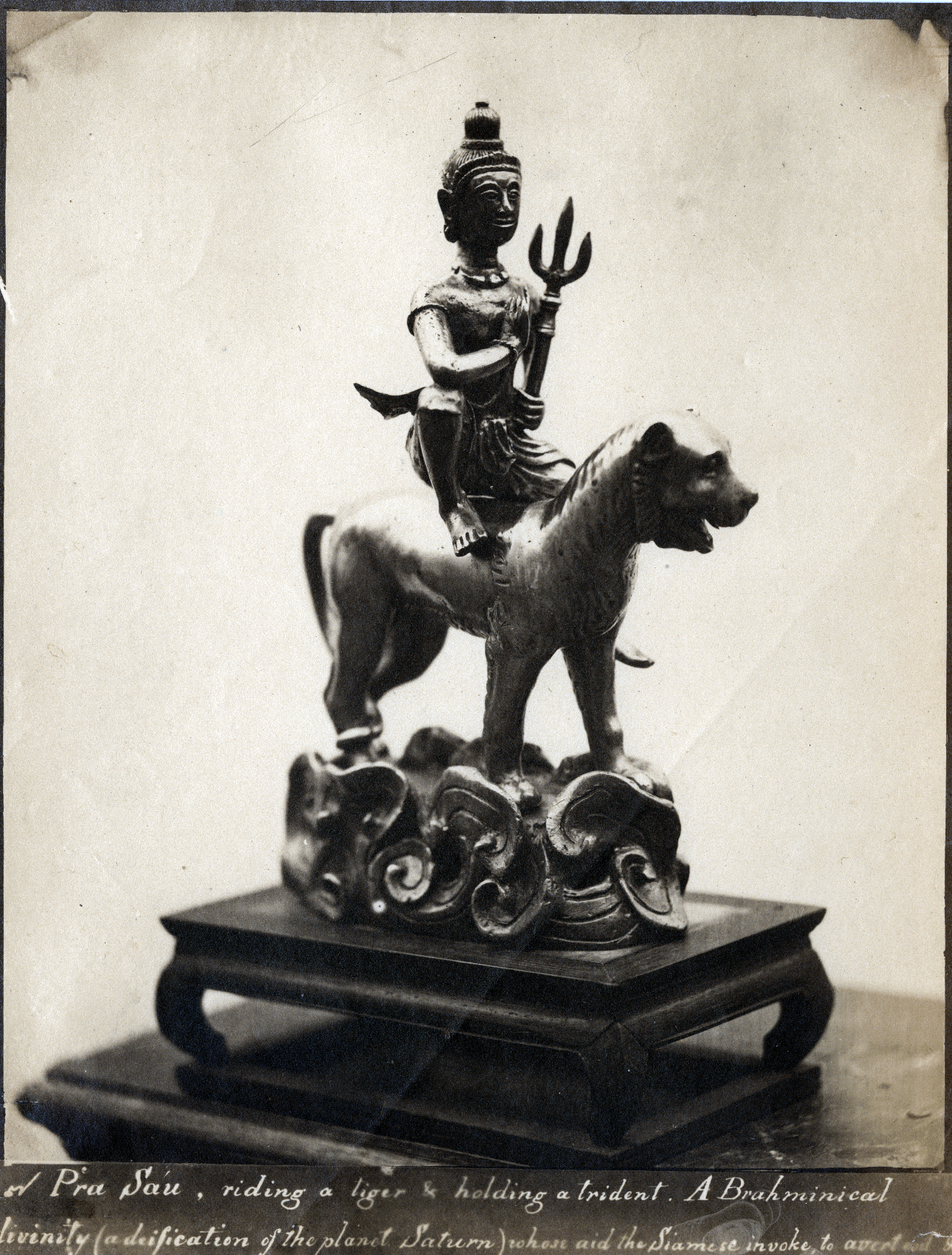
土星

### 週末及公共假日
泰國的星期六及星期日 (泰語：เสาร์-อาทิตย์ sao athit) 爲法定非工作日，在日曆中通常以紅色字體標註。根據泰國內閣1996年頒發的政令，若法定假日剛好爲週末，則順延的第一個工作日爲補充假日 (泰語：วันชดเชย wan chot choei)。佛教節慶根據泰國陰曆計算，故每年的日期不固定。